# 戦艦少女R
『戦艦少女R』（せんかんしょうじょアール、 簡体字：战舰少女R、英：Warship Girls R）は、中華人民共和国の上海幻萌網絡科技が開発・運営を行っているiOS/Android用のゲームアプリである。
2013年のリリース当初は『戦艦少女』のタイトルだったが、2015年11月12日の大型アップデートに伴い現タイトルへ改題した。2017年4月30日、バージョン3.0.0にアップデート。
中国大陸での主な略称は舰N（艦N）（ただし、『戦艦少女R』への改名後は舰R（艦R）も使用されるようになった）。表題の「戦艦」は日本語の「戦艦」よりも意味が広く「軍艦」と同義である。
2018年には、スピンオフとなるシミュレーションRPG『蒼青のミラージュ』（ソノミラ）の制作が発表。2018年9月8日に配信開始。
2025年には、スピンオフ第2弾となるゲーム『蒼藍避風港』の制作が発表された。

## 概要
世界各国の艦船を擬人化した美少女キャラクターを集めて艦隊を編成、強化しながら「深海軍」と呼ばれる正体不明の敵艦隊と戦闘して勝利を目指すのがゲームの目的である。ゲームに登場する艦船（本ゲームでの擬人化キャラクターの呼称）は主として第二次世界大戦中に就役していたものが中心だが、一部に戦後の艦船や軍艦ではない船も登場している。船籍は日本、アメリカ合衆国、ドイツ、イタリア、フランス、ソビエト連邦およびロシア帝国などで、実装艦船数は2017年11月時点で200以上にのぼる。
サービス開始当初は日本での『艦隊これくしょん -艦これ-』のヒットを受けて中華圏で数多く作られた艦船擬人化を題材にしたゲームの1作（いわゆる「『艦これ』フォロワー」）という扱いをされることが多く、2016年に日本語版をリリースした当初はニュースサイト等で“中国版艦これ”や“艦これ風SRPG”のような触れ込みでの紹介が見られた。「『艦これ』フォロワー」の筆頭的な存在として本作が中華圏で人気を博していることについて、DMMゲームズ代表の片岸憲一は中華圏のモバイルゲームニュースサイト「魔方網」のインタビューに対して「明確な著作権の侵害がなければいいかなと」と静観する姿勢を見せており、ニュースサイトのSocial Game Infoでは“『戦艦少女R』では、そんな『艦隊これくしょん』で感じた「あったらいいな」が見事再現されている（中略）ユーザー目線で一つのコンテンツを研究し、リスペクトし、愛を持って開発されたタイトル”と評されている。
2015年10月に「R」へバージョンアップしたことに伴い、主にビジュアル面が一新されて戦闘画面がバナーの羅列からSDアニメーションによる演出に置き換えられるなど、オリジナリティの強化が図られている。2017年4月28日のアップデートでは、オプション扱いで一部の艦船に音声が追加された。日本語版では日本語ボイスのみであるが、中国語版のボイスは中国語（普通話）と日本語から音声を選べるようになっている。
制作国の中国本土では配信後から同人イベントなどで人気を博しており、日本語版の配信前から日本の同人誌即売会でも個人サークルへの委託という形で同人誌やグッズの販売が行われていた。日本進出後には登場キャラクターのレキシントン、クインシー、グローウォームがフィギュア化されている。
日本では中国大陸のようなブームにこそなっていないものの、ユーザー数を着実に増やしており、2017年9月20日から10月4日までの間、日本独自イベントとしてにじよめが運営する『空戦乙女』とのコラボを行った。また、同年10月24日からは公式LINEスタンプの配信も開始している。

## 沿革
『戦艦少女』のリリース以前から中国大陸や台湾では、日本でヒットした『艦これ』の影響を受ける形で艦船その他の兵器擬人化をテーマにしたブラウザゲームやスマートフォン用アプリが大量にリリースされていた。その中には『艦娘世界』のような海賊版同然のものも存在していたが、そうした海賊版に対しては現地の『艦これ』ファンからも非難が相次いでサーバをダウンさせられたりしている。

### リリース当初
前身の『戦艦少女』は、上海幻萌網絡有限公司（ShangHai MoeFantasy Inc.）に所属する少人数のスタッフにより開発された。幻萌は設立初年ということもありゲームアプリの運営ノウハウを持たない状態だったため、同じ上海市を拠点とする派趣科技（Patch Games, P7）が運営を担当する体制で2014年9月23日にAndroid、翌2015年2月21日にiOS版がそれぞれサービスを開始した。
リリース当初は同じ艦船擬人化を題材としている点のみならず、ゲーム性の面においてもこの時期に中国大陸で数多く見られた「『艦これ』フォロワー」の1作という評価の域を出なかったが、精力的なバージョンアップによるインターフェース面の改良や大戦期の中華民国の艦船実装、成都市で開催された同人イベント「ComiDay15」への出展などを実施して少しずつ支持を伸ばし、リリース直後の2014年11月に開催された第1回ファンミーティングでは参加者が10人にも満たなかったのに対して2015年4月開催の第2回では定員100名の入場券が1分足らずで完売している。

### 開発・運営の紛争
ところが、運営会社の派趣科技が自社の別タイトルとのコラボレーションを独断で発表したり「インターナショナル版」と銘打ったiOS版を無断でApp Storeに登録するなどの問題行動が相次いだため、幻萌との対立が表面化する。紛争の過程では派趣側の担当者が紛争によるユーザー数の減少について「ゲームのプレイヤーはニラ（韭菜）のようなもので、刈ってもまた生えて来る」と微博で発言したことがリークされ、抗議が相次ぐなど大部分のプレイヤーは開発の幻萌側を支持する姿勢を見せた。
2015年7月末、幻萌は派趣との共同運用を解消することを発表し、同時に派趣が無断で運用し続けたサーバーデータの60日以内の削除命令と、幻萌の直営による新サーバへの移転を発表した。新サーバは台湾に設置されたため、中国大陸の簡体字でなく繁体字での運用となり、派趣のものと合わせて字体が異なる2種類の『戦艦少女』アプリが一時的に並立する事態となっていたが、App Storeで配信されていた「インターナショナル版」は幻萌の申し立てが受理されて削除された。その後も両者間で法廷闘争が続いたが、2016年2月19日に双方の和解が成立する。同年9月、和解成立に伴い派趣サイドの『戦艦少女』はサービスを終了した。

### リニューアル後
派趣のサービス終了後、幻萌は『戦艦少女』の大規模アップデートを実施し2015年11月12日から『戦艦少女R』へリニューアルした。2016年2月にはタイ語版、同年10月には日本語版がリリースされているが、タイ語版は現地の運営代行会社との問題を理由として2017年8月14日にサービスを終了している。2018年7月には繁体字版（台湾、マカオ、香港）の開発告知がされ同年8月にリリースしている。　2018年12月19日にグローバル版と韓国版がリリースされていたが、繁体字版・韓国版・グローバル版は2021年8月31日にサービスを終了している。
日本語版は幻萌の日本法人に当たる株式会社Moe Fantasyが運営を行っている。2023年7月8日、Android版がGoogleストアからリジェクトされたが、同年8月16日に復旧され、9月7日には課金も復旧した。

## ゲームシステム

### 出撃
- 出撃

類似性を指摘された艦これと同じくルート航路。ただし、分岐条件や分岐確率が明示され、索敵に成功すれば戦う前に敵艦隊編成が判り、戦うか引き返すかの選択が出来る(特定のコマでは迂回も可能)。また、艦これと違って「轟沈」がなく、パラメーターが0になった艦船は「撤退」扱いとなる。ただし、「撤退」した艦船の好感度が50(誓約済みの艦船は100)下がり、それ以外の全艦船の好感度が5下がる。好感度は戦績にも影響が出るからある意味「轟沈」より痛いペナルティとなる。
- 演習

0時、12時、18時の3回更新され(中国語版は時差があるから1時間遅れる)、各5回ずつ。後述の戦友演習が1日3回だけポイントが稼げるから、合計18回ポイントが稼げる計算になる。艦これと異なり、自軍も撤退(艦これでの轟沈)が発生するが、デメリットはなく、燃料・弾薬の消費もない。
- 遠征

遠征にあたっては当初から条件が設定されており、従って「失敗」はない。加えて一定の比率でアイテムを持ってきてくれる(そのアイテムも表示されている)。遠征にあたっては、弾薬、燃料の消費は一切ない(引き返しても物資獲得が出来ないだけでデメリットはない)。その代わり、経験値は付与されない。遠征専用艦隊(第5～8艦隊)が向かい、編成は「泊地」→「編成」ではなく、ここで行う。
- 戦役

改造に用いるコアを獲得するための戦闘。普通戦役は8勝中20％率、困難戦役は8勝中60％率(あくまで確率なので実際に獲得できるコア数は増減する)でコアを獲得することが出来る。改造において規定のレベルと規定のコア数が確保出来れば改造出来る。戦役は基本的に史実上の戦役をモチーフとしているが、潜水艦戦役のみは特定の戦役をモチーフとしていない。
改装の戦役は下記の通り。
- ナルヴィクの戦い - 駆逐艦コア収集戦役。ドイツ側として参戦。
- マタパン岬沖の戦い - 巡洋艦コア収集戦役。イタリア側として参戦。
- デンマーク海峡の戦い - 戦艦(巡洋戦艦含む)コア収集戦役。ただし、航空戦艦改造時は空母コアが必要。イギリス側として参戦。
- 珊瑚海の戦い - 空母(装甲空母、航空戦艦含む)コア収集戦役。アメリカ側として参戦。

### 建造
- 建造
- 解体
- 開発
- 廃棄

### 改装
- 強化
- 改造
- スキル

### 泊地
- 編成
- 修復
- 補給
- 装備

### ショップ
- ダイヤ
- 商品
- 機能
- 家具
- 衣装

### ボーナス
- 戦利品
- ログイン報酬
- LvUP報酬
- 初チャージ報酬

### フレンド
- 戦友
- 申請
- 追加
- 推薦

### ランキング
- 勲功ランキング
- 撃沈ランキング
- 実力ランキング
- 収集ランキング

### コレクション
- 艦船図鑑
- 装備図鑑
- オルゴール

### 鎮守府
画面左上をタップすると表示される。
- 宿舎
- 浴場

いわゆる艦舶の耐久力修復場。バージョン3.30で実装され、湯船につかる形で回復する様子を見ることができる(耐久値の回復自体は初期から存在)。増築すると脱衣籠が増える。
2018年6月のver3.8.0アップデートに伴い簡単なミニゲームをこなすことで修復にかかる時間を1割軽減することができる機能が追加された。
- 鎮守府
- 保管室
- 学院

戦術技能を習得する場所でレベルが90以上の艦船のみ習得可能で主に「攻撃」「防御」「特殊」の3種類のカテゴリーから選んでコアを消費し目標を達成すれば技能を修得する事が可能となる。
- 食堂

料理を作ってさまざまなバフ効果を追加する場所でシェフと料理を選択する事により料理ができる。料理レシピは初期時では1つのみだがアイテム「グルメ箱」か「高級グルメ箱」から取得が可能な料理レシピや一部艦船の衣装を購入する事によっても料理レシピを入手する事が可能。

### 艦これとの相違点
類似性を指摘される本作であるが、いくつかの相違点がある。主な相違点は下記の通り。
- 戦闘シーンなどでLive2Dを使用している。
- 疲労度設定が無い一方で好感度設定があり、好感度が100に達すると誓約(艦これでのケッコンカッコカリ)が出来る。誓約後の好感度は最大200。
- 衣装の着せ替えができ(艦これは季節限定で衣装が変わるだけで着せ替えはできない)、お好みの艦船を秘書艦に設定できる。
- 改造後の艦には元になった艦船に由来するスキルがあり、強化Ｍａｘにすることでスキルを最大3まで上げられる(最初からスキル持ちの艦もある)。
- 轟沈が無い(撤退扱い)。その代わりに撤退艦の好感度が50(誓約済みの艦は100)下がり、他の全所属艦の好感度が5下がる(提督レベル10以上の場合)。
- 演習は1日3回(艦これは2回)、また、演習・遠征での資材消耗が発生しない。第1～第4艦隊が戦闘艦隊、第5～第8艦隊が遠征艦隊に役割分担されている。
- 索敵が出来れば戦闘前の退却が出来る(演習戦の場合は当該演習戦は行わなかったことになり、改めて別の艦隊で当該演習戦をし直すことが出来る)。
- 相手の旗艦を撃沈するか過半数(半数ではない)の艦船を撃沈すれば勝利。それ以外は戦況の有利不利にかかわらず敗北。潜水艦対潜水艦のように互いの攻撃が全く出来なかった場合でも敗北。
- 食堂を利用することで、あらかじめバフを与えることが可能。その際、シェフを担当する艦船を選択し、それらの熟練度に応じて成功率が変わる。
- 一定レベルで学院を使用可能。利用することでコアを消費し、スキルを獲得できる。
- Ver3.3より艦船の名前の変更が可能になっている。
- 1日8回（イベント開催時の特定の日は12回）行える戦役は、ダイヤを消費することによって戦役回数を回復することが可能（1日1回のみ）。

## 登場艦艇
備考に★マークの付いたものは同型未実装艦あり。
| 艦種               | 艦籍                             | 艦型                                                         | 艦名 | 備考 |
| ------------------ | -------------------------------- | ------------------------------------------------------------ | --- | --- |
| 戦艦               | 日本海軍                         | 扶桑型                                                       | 扶桑、山城 | 扶桑は改造により、航空戦艦に艦種変更されるが史実では計画段階止まりに終わっており実現していない。                                |
| 戦艦               | 日本海軍                         | 伊勢型                                                       | 伊勢、日向 | 改造により、航空戦艦に艦種変更される。                                                                                          |
| 戦艦               | 日本海軍                         | 長門型                                                       | 長門、陸奥 | |
| 戦艦               | 日本海軍                         | 加賀型                                                       | 土佐 | |
| 戦艦               | 日本海軍                         | 改紀伊型                                                     | 駿河、近江 | |
| 戦艦               | 日本海軍                         | 超大和型                                                     | A150 | |
| 戦艦               | ドイツ海軍                       | L20級                                                        | L20 | |
| 戦艦               | ドイツ海軍                       | ビスマルク級                                                 | ビスマルク、ティルピッツ | |
| 戦艦               | ドイツ海軍                       | H級                                                          | ヒンデンブルク、ウルリヒ・フォン・フッテン、H43 | |
| 戦艦               | イタリア海軍                     | ダンテ・アリギエーリ級                                       | ダンテ・アリギエーリ | |
| 戦艦               | イタリア海軍                     | カイオ・ドゥイリオ級                                         | カイオ・ドゥイリオ、アンドレア・ドーリア | |
| 戦艦               | イタリア海軍                     | フランチェスコ・カラッチョロ級                               | フランチェスコ・カラッチョロ | |
| 戦艦               | イタリア海軍                     | ヴィットリオ・ヴェネト級                                     | ヴィットリオ・ヴェネト、リットリオ、ローマ | |
| 戦艦               | イタリア海軍                     | フェラーティ級                                               | フェラーティD | |
| 戦艦               | アメリカ海軍                     | ニューヨーク級                                               | テキサス | ★ |
| 戦艦               | アメリカ海軍                     | ネバダ級                                                     | ネバダ、オクラホマ | |
| 戦艦               | アメリカ海軍                     | ペンシルベニア級                                             | ペンシルベニア | ★ |
| 戦艦               | アメリカ海軍                     | ニューメキシコ級                                             | ニューメキシコ、ミシシッピ | ★ |
| 戦艦               | アメリカ海軍                     | テネシー級                                                   | テネシー、カリフォルニア | |
| 戦艦               | アメリカ海軍                     | コロラド級                                                   | コロラド、メリーランド、ウェストバージニア | |
| 戦艦               | アメリカ海軍                     | サウスダコタ級 (1920)                                        | サウスダコタ(BB-49) | ★ |
| 戦艦               | アメリカ海軍                     | ノースカロライナ級                                           | ノースカロライナ、ワシントン | |
| 戦艦               | アメリカ海軍                     | サウスダコタ級 (1939)                                        | サウスダコタ(BB-57)、インディアナ、マサチューセッツ、アラバマ | |
| 戦艦               | アメリカ海軍                     | 1938案                                                       | 1938(I) | |
| 戦艦               | アメリカ海軍                     | アイオワ級                                                   | アイオワ、ニュージャージー、ミズーリ、ウィスコンシン、イリノイ | ミズーリは改造により、ミサイル戦艦に艦種変更される。                                                                            |
| 戦艦               | アメリカ海軍                     | モンタナ級                                                   | モンタナ | |
| 戦艦               | イギリス海軍                     | オライオン級                                                 | オライオン | ★ |
| 戦艦               | イギリス海軍                     | エジンコート級                                               | エジンコート | |
| 戦艦               | イギリス海軍                     | クイーン・エリザベス級                                       | クイーン・エリザベス、ウォースパイト | ★ |
| 戦艦               | イギリス海軍                     | リヴェンジ級                                                 | ロイヤル・オーク | ★ |
| 戦艦               | イギリス海軍                     | N3型                                                         | セント・ジョージ | ★ |
| 戦艦               | イギリス海軍                     | ネルソン級                                                   | ネルソン、ロドニー | |
| 戦艦               | イギリス海軍                     | キング・ジョージ5世級                                        | キング・ジョージ5世、プリンス・オブ・ウェールズ、デューク・オブ・ヨーク | ★ |
| 戦艦               | イギリス海軍                     | ライオン級                                                   | ライオン (戦艦)、コンカラー | ★ |
| 戦艦               | イギリス海軍                     | ヴァンガード級                                               | ヴァンガード | |
| 戦艦               | フランス海軍                     | リヨン級                                                     | リヨン | ★ |
| 戦艦               | フランス海軍                     | ダンケルク級                                                 | ダンケルク、ストラスブール | |
| 戦艦               | フランス海軍                     | リシュリュー級                                               | リシュリュー、ジャン・バール、クレマンソー | ジャン・バールは改造により、ミサイル戦艦に艦種変更される。                                                                      |
| 戦艦               | フランス海軍                     | アルザス級                                                   | フランドル、ブルゴーニュ | ★ |
| 戦艦               | ソ連海軍                         | インペラトリッツァ・マリーヤ級                               | インペラトリッツァ・マリーヤ | ★ |
| 戦艦               | ソ連海軍                         | ブーブノフ案                                                 | プロジェクト・ブーブノフ | |
| 戦艦               | ソ連海軍                         | ソビエツキー・ソユーズ級                                     | ソビエツキー・ソユーズ | |
| 戦艦               | ソ連海軍                         | 24型                                                         | 24型 | |
| 戦艦               | オーストリア＝ハンガリー帝国海軍 | テゲトフ級                                                   | フィリブス・ウニティス | ★ |
| 戦艦               | オーストリア＝ハンガリー帝国海軍 | V号案                                                        | プロジェクトV | |
| 戦艦               | スペイン海軍                     | エスパーニャ級                                               | アルフォンソ13世 | ★ |
| 戦艦               | スペイン海軍                     | 1939案                                                       | 1939戦艦 | |
| 巡洋戦艦           | 日本海軍                         | 金剛型                                                       | 金剛、比叡、榛名、霧島 | 金剛は改造により、戦艦に艦種変更される。                                                                                        |
| 巡洋戦艦           | 日本海軍                         | 天城型                                                       | 天城 | |
| 巡洋戦艦           | 日本海軍                         | 十三号型                                                     | 十三号型巡洋戦艦 | |
| 巡洋戦艦           | 日本海軍                         | B65型                                                        | B65 | |
| 巡洋戦艦           | ドイツ海軍                       | ドイッチュラント級                                           | ドイッチュラント (装甲艦)、アドミラル・グラーフ・シュペー、アドミラル・シェーア | |
| 巡洋戦艦           | ドイツ海軍                       | シャルンホルスト級                                           | シャルンホルスト、グナイゼナウ | |
| 巡洋戦艦           | ドイツ海軍                       | モルトケ級                                                   | モルトケ | |
| 巡洋戦艦           | ドイツ海軍                       | ザイドリッツ級                                               | ザイドリッツ | |
| 巡洋戦艦           | ドイツ海軍                       | O級                                                          | クラウゼヴィッツ | |
| 巡洋戦艦           | イタリア海軍                     | カッソーネ案                                                 | プロジェクト・カッソーネ | |
| 巡洋戦艦           | アメリカ海軍                     | レキシントン級                                               | コンステレーション | ★ |
| 巡洋戦艦           | アメリカ海軍                     | アラスカ級                                                   | アラスカ、グアム、ハワイ | ★ アラスカ、グアムは改造により、大型ミサイル巡洋艦に艦種変更される。                                                            |
| 巡洋戦艦           | イギリス海軍                     | インヴィンシブル級                                           | インドミタブル (巡洋戦艦)、インフレキシブル | ★ |
| 巡洋戦艦           | イギリス海軍                     | ライオン級                                                   | ライオン (巡洋戦艦)、クイーン・メリー | ★ |
| 巡洋戦艦           | イギリス海軍                     | レナウン級                                                   | レナウン、レパルス | |
| 巡洋戦艦           | イギリス海軍                     | グローリアス級                                               | グローリアス、カレイジャス | |
| 巡洋戦艦           | イギリス海軍                     | フッド級                                                     | フッド、アンソン | |
| 巡洋戦艦           | イギリス海軍                     | インコンパラブル級                                           | インコンパラブル | |
| 巡洋戦艦           | イギリス海軍                     | G3級                                                         | インヴィンシブル | |
| 巡洋戦艦           | ソ連海軍                         | ボロディノ級                                                 | イズメイル、キンブルン | |
| 巡洋戦艦           | ソ連海軍                         | クロンシュタット級                                           | セヴァストポリ | |
| 巡洋戦艦           | 中華民国海軍                     | 1913型                                                       | 1913巡戦 | |
| 巡洋戦艦           | トルコ海軍                       | モルトケ級                                                   | ゲーベン | |
| 航空戦艦           | イギリス海軍                     | グローリアス級                                               | フューリアス | |
| 航空戦艦           | ドイツ海軍                       | AIII型                                                       | AIII | |
| 正規空母           | 日本海軍                         | 赤城型                                                       | 赤城 | |
| 正規空母           | 日本海軍                         | 加賀型                                                       | 加賀 | |
| 正規空母           | 日本海軍                         | G6型                                                         | G6 | |
| 正規空母           | 日本海軍                         | 蒼龍型                                                       | 蒼龍 | |
| 正規空母           | 日本海軍                         | 飛龍型                                                       | 飛龍 | |
| 正規空母           | 日本海軍                         | 翔鶴型                                                       | 翔鶴、瑞鶴 | |
| 正規空母           | ドイツ海軍                       | グラーフ・ツェッペリン級                                     | グラーフ・ツェッペリン、ペーター・シュトラッサー | グラーフ・ツェッペリンは改造により、装甲空母に艦種変更される。                                                                  |
| 正規空母           | ドイツ海軍                       | オイローパ級                                                 | オイローパ | |
| 正規空母           | イタリア海軍                     | ヴィットリオ・ヴェネト級                                     | インペロ | 航空母艦計画案を採用している。                                                                                                  |
| 正規空母           | アメリカ海軍                     | レキシントン級                                               | レキシントン (CV-2)、サラトガ | |
| 正規空母           | アメリカ海軍                     | ヨークタウン級                                               | ヨークタウン、エンタープライズ (CV-6)、ホーネット | |
| 正規空母           | アメリカ海軍                     | ワスプ級                                                     | ワスプ (CV-7) | |
| 正規空母           | アメリカ海軍                     | エセックス級                                                 | エセックス、イントレピッド、タイコンデロガ、ランドルフ、レキシントン (CV-16)、ワスプ (CV-18)、ハンコック、ベニントン、レプライザル、シャングリラ | ★ |
| 正規空母           | イギリス海軍                     | アーク・ロイヤル級                                           | アーク・ロイヤル (空母・初代) | |
| 正規空母           | イギリス海軍                     | ジブラルタル級                                               | マルタ | |
| 正規空母           | フランス海軍                     | ノルマンディー級                                             | ベアルン | |
| 正規空母           | フランス海軍                     | ジョッフル級                                                 | ジョッフル | ★ |
| 正規空母           | ソ連海軍                         | 72型                                                         | プロジェクト72 | |
| 正規空母           | ソ連海軍                         | 85型                                                         | プロジェクト85 | |
| 装甲空母           | 日本海軍                         | 大鳳型                                                       | 大鳳 | |
| 装甲空母           | 日本海軍                         | 大和型                                                       | 信濃 | 厳密には装甲空母ではなく便宜上の分類。                                                                                          |
| 装甲空母           | 日本海軍                         | G14型                                                        | G14 | |
| 装甲空母           | 日本海軍                         | 改大鳳型                                                     | G15 | |
| 装甲空母           | イタリア海軍                     | アクィラ級                                                   | アクィラ | ゲーム上での艦種は装甲空母となっている。                                                                                        |
| 装甲空母           | アメリカ海軍                     | ミッドウェイ級                                               | ミッドウェイ | ★ |
| 装甲空母           | イギリス海軍                     | イラストリアス級                                             | イラストリアス、ヴィクトリアス、フォーミダブル、インドミタブル (空母) | |
| 装甲空母           | イギリス海軍                     | インプラカブル級                                             | インプラカブル | ★ |
| 装甲空母           | イギリス海軍                     | オーディシャス級                                             | アーク・ロイヤル (空母・2代) | |
| 軽空母             | 日本海軍                         | 鳳翔型                                                       | 鳳翔 | |
| 軽空母             | 日本海軍                         | 龍驤型                                                       | 龍驤 | |
| 軽空母             | 日本海軍                         | 祥鳳型                                                       | 祥鳳、瑞鳳 | |
| 軽空母             | 日本海軍                         | 飛鷹型                                                       | 飛鷹、隼鷹 | |
| 軽空母             | 日本海軍                         | 神鷹型                                                       | 神鷹 | |
| 軽空母             | 日本海軍                         | 龍鳳型                                                       | 龍鳳 | |
| 軽空母             | 日本海軍                         | 千歳型                                                       | 千歳 | ★ |
| 軽空母             | ドイツ海軍                       | アドミラル・ヒッパー級                                       | ヴェーザー | |
| 軽空母             | イタリア海軍                     | スパルヴィエロ級                                             | スパルヴィエロ | |
| 軽空母             | アメリカ海軍                     | ラングレー級                                                 | ラングレー | |
| 軽空母             | アメリカ海軍                     | レンジャー級                                                 | レンジャー | 改造により、正規空母に艦種変更される。                                                                                          |
| 軽空母             | アメリカ海軍                     | ボーグ級                                                     | ボーグ、カード | ★ |
| 軽空母             | アメリカ海軍                     | サンガモン級                                                 | サンティー | ★ |
| 軽空母             | アメリカ海軍                     | カサブランカ級                                               | ガダルカナル、ガンビア・ベイ | ★ |
| 軽空母             | アメリカ海軍                     | コメンスメント・ベイ級                                       | コメンスメント・ベイ | ★ |
| 軽空母             | アメリカ海軍                     | インディペンデンス級                                         | プリンストン、ベロー・ウッド、カボット、カウペンス、サン・ジャシント | ★ |
| 軽空母             | アメリカ海軍                     | サイパン級                                                   | サイパン | ★ |
| 軽空母             | イギリス海軍                     | アーガス級                                                   | アーガス | |
| 軽空母             | イギリス海軍                     | ユニコーン級                                                 | ユニコーン | |
| 軽空母             | イギリス海軍                     | ハーミーズ級                                                 | ハーミーズ | |
| 軽空母             | イギリス海軍                     | オーダシティ級                                               | オーダシティ | |
| 軽空母             | イギリス海軍                     | アタッカー級（ボーグ級）                                     | チェイサー | ★ |
| 軽空母             | イギリス海軍                     | コロッサス級                                                 | コロッサス / アローマンシュ、オーシャン | ★コロッサスは改造により、フランス海軍アローマンシュに艦名変更される。                                                           |
| 軽空母             | イギリス海軍                     | セントー級                                                   | アルビオン | ★ |
| 軽空母             | ソ連海軍                         | 71型                                                         | プロジェクト71 | |
| 重巡洋艦           | 日本海軍                         | 古鷹型                                                       | 古鷹、加古 | |
| 重巡洋艦           | 日本海軍                         | 青葉型                                                       | 青葉、衣笠 | |
| 重巡洋艦           | 日本海軍                         | 妙高型                                                       | 妙高、羽黒 | ★ |
| 重巡洋艦           | 日本海軍                         | 高雄型                                                       | 高雄、愛宕、摩耶、鳥海 | |
| 重巡洋艦           | 日本海軍                         | 最上型                                                       | 最上、三隈、鈴谷、熊野 | 最上は改造により、航空巡洋艦に艦種変更される。                                                                                  |
| 重巡洋艦           | 日本海軍                         | 伊吹型                                                       | 伊吹、鞍馬 | |
| 重巡洋艦           | ドイツ海軍                       | ブリュッヒャー級                                             | ブリュッヒャー (装甲巡洋艦) | |
| 重巡洋艦           | ドイツ海軍                       | アドミラル・ヒッパー級                                       | アドミラル・ヒッパー、ブリュッヒャー (重巡洋艦)、プリンツ・オイゲン | |
| 重巡洋艦           | イタリア海軍                     | トレント級                                                   | トレント、ボルツァーノ | ★ ボルツァーノは改造により、航空巡洋艦に艦種変更される。                                                                        |
| 重巡洋艦           | イタリア海軍                     | ザラ級                                                       | ザラ、ポーラ、ゴリツィア | ★ |
| 重巡洋艦           | アメリカ海軍                     | ペンサコーラ級                                               | ペンサコーラ、ソルトレイクシティ | |
| 重巡洋艦           | アメリカ海軍                     | ノーザンプトン級                                             | ノーザンプトン、シカゴ (CA-29)、ヒューストン、オーガスタ | ★ |
| 重巡洋艦           | アメリカ海軍                     | ポートランド級                                               | ポートランド、インディアナポリス | |
| 重巡洋艦           | アメリカ海軍                     | ニューオーリンズ級                                           | ニューオーリンズ、タスカルーサ、サンフランシスコ、クインシー、ヴィンセンス | ★ |
| 重巡洋艦           | アメリカ海軍                     | ウィチタ級                                                   | ウィチタ | |
| 重巡洋艦           | アメリカ海軍                     | ボルチモア級                                                 | ボルチモア、ボストン、メイコン、シカゴ (CA-136) | ★シカゴは改造により、防空ミサイル巡洋艦に艦種変更される。                                                                       |
| 重巡洋艦           | アメリカ海軍                     | デモイン級                                                   | デモイン、セーラム、ニューポート・ニューズ | |
| 重巡洋艦           | イギリス海軍                     | ケント級                                                     | ケント、サフォーク、カンバーランド、コーンウォール | ★ |
| 重巡洋艦           | イギリス海軍                     | ロンドン級                                                   | ロンドン、デヴォンシャー、シュロップシャー | ★ |
| 重巡洋艦           | イギリス海軍                     | ノーフォーク級                                               | ノーフォーク (重巡洋艦) | ★ |
| 重巡洋艦           | イギリス海軍                     | ヨーク級                                                     | ヨーク、エクセター | |
| 重巡洋艦           | イギリス海軍                     | サリー級                                                     | サリー | |
| 重巡洋艦           | フランス海軍                     | エドガー・キーネ級                                           | エドガー・キーネ | ★ |
| 重巡洋艦           | フランス海軍                     | デュケーヌ級                                                 | デュケーヌ | ★ |
| 重巡洋艦           | フランス海軍                     | アルジェリー級                                               | アルジェリー | |
| 重巡洋艦           | ソ連海軍                         | リューリク級                                                 | リューリク | |
| 重巡洋艦           | ソ連海軍                         | 82型                                                         | スターリングラード、モスクワ | ★ |
| 重巡洋艦           | ソ連海軍                         | 83型                                                         | ペトロパヴロフスク / タリン | 改造により、83K型軽巡洋艦タリンに艦種・艦名変更される。                                                                         |
| 重巡洋艦           | ギリシャ海軍                     | イェロギオフ・アヴェロフ級                                   | イェロギオフ・アヴェロフ | |
| 重巡洋艦           | スペイン海軍                     | カナリアス級                                                 | カナリアス | ★ |
| 重巡洋艦           | スペイン海軍                     | アンサルド案                                                 | アンサルド | |
| 重巡洋艦           | オーストラリア海軍               | ケント級                                                     | キャンベラ | ★ |
| 重巡洋艦           | アルゼンチン海軍                 | ベインティシンコ・デ・マヨ級                                 | ベインティシンコ・デ・マヨ | ★ |
| 航空巡洋艦         | スウェーデン海軍                 | ゴトランド級                                                 | ゴトランド | |
| 軽巡洋艦           | 日本海軍                         | 天龍型                                                       | 天龍、龍田 | |
| 軽巡洋艦           | 日本海軍                         | 球磨型                                                       | 多摩、北上、大井 | ★北上、大井は改造により、重雷装巡洋艦に艦種変更される。                                                                         |
| 軽巡洋艦           | 日本海軍                         | 長良型                                                       | 五十鈴 | ★ |
| 軽巡洋艦           | 日本海軍                         | 川内型                                                       | 川内、神通、那珂 | |
| 軽巡洋艦           | 日本海軍                         | 夕張型                                                       | 夕張 | |
| 軽巡洋艦           | 日本海軍                         | 香取型                                                       | 香取 | ★ |
| 軽巡洋艦           | 日本海軍                         | 阿賀野型                                                     | 阿賀野 | ★ |
| 軽巡洋艦           | 日本海軍                         | 大淀型                                                       | 大淀、仁淀 | 大淀は改造により、航空巡洋艦に艦種変更される。                                                                                  |
| 軽巡洋艦           | 日本海軍                         | 長田型                                                       | 長田 | |
| 軽巡洋艦           | 日本海軍                         | 本明型                                                       | 本明 | |
| 軽巡洋艦           | ドイツ海軍                       | エムデン級                                                   | エムデン | |
| 軽巡洋艦           | ドイツ海軍                       | ケーニヒスベルク級                                           | ケーニヒスベルク、カールスルーエ、ケルン | |
| 軽巡洋艦           | ドイツ海軍                       | ライプツィヒ級                                               | ライプツィヒ、ニュルンベルク | |
| 軽巡洋艦           | ドイツ海軍                       | M級                                                          | M | ★ |
| 軽巡洋艦           | ドイツ海軍                       | ドイッチュラント級                                           | ドイッチュラント (練習艦) | |
| 軽巡洋艦           | イタリア海軍                     | カピターニ・ロマーニ級                                       | ジュリオ・ジェルマニコ、ポンペオ・マーニョ、シピオーネ・アフリカーノ | ★ |
| 軽巡洋艦           | イタリア海軍                     | アルベルト・ディ・ジュッサーノ級                             | アルベルト・ディ・ジュッサーノ | ★ |
| 軽巡洋艦           | イタリア海軍                     | エマヌエレ・フィリベルト・デュカ・ダオスタ級                 | エマヌエレ・フィリベルト・デュカ・ダオスタ | ★ |
| 軽巡洋艦           | イタリア海軍                     | ルイージ・ディ・サヴォイア・ドゥーカ・デッリ・アブルッツィ級 | ルイージ・ディ・サヴォイア・ドゥーカ・デッリ・アブルッツィ、ジュゼッペ・ガリバルディ | ジュゼッペ・ガリバルディは改造により、防空ミサイル巡洋艦に艦種変更される。                                                      |
| 軽巡洋艦           | アメリカ海軍                     | オマハ級                                                     | オマハ、デトロイト | ★ |
| 軽巡洋艦           | アメリカ海軍                     | ブルックリン級                                               | ブルックリン / オヒギンズ、フィラデルフィア、サバンナ、フェニックス | ★ブルックリンは改造により、チリ海軍オヒギンズに艦名変更される。                                                                 |
| 軽巡洋艦           | アメリカ海軍                     | セントルイス級                                               | セントルイス、ヘレナ | |
| 軽巡洋艦           | アメリカ海軍                     | アトランタ級                                                 | アトランタ、ジュノー (CL-52)、サンディエゴ、サンフアン、オークランド | ★ |
| 軽巡洋艦           | アメリカ海軍                     | ジュノー級                                                   | ジュノー (CL-119) | ★ |
| 軽巡洋艦           | アメリカ海軍                     | クリーブランド級                                             | クリーブランド、コロンビア、モントピリア、デンバー | ★ |
| 軽巡洋艦           | アメリカ海軍                     | ファーゴ級                                                   | ファーゴ、ハンティントン | |
| 軽巡洋艦           | アメリカ海軍                     | ウースター級                                                 | ウースター | ★ |
| 軽巡洋艦           | アメリカ海軍                     | ウィンド級                                                   | イーストウィンド | ★ |
| 軽巡洋艦           | イギリス海軍                     | カロライン級                                                 | カロライン | ★ |
| 軽巡洋艦           | イギリス海軍                     | カーライル級                                                 | カルカッタ、コロンボ | ★ |
| 軽巡洋艦           | イギリス海軍                     | ダナイー級                                                   | デリー | ★ |
| 軽巡洋艦           | イギリス海軍                     | エメラルド級                                                 | エメラルド、エンタープライズ (軽巡洋艦) | |
| 軽巡洋艦           | イギリス海軍                     | リアンダー級                                                 | エイジャックス | ★ |
| 軽巡洋艦           | イギリス海軍                     | アリシューザ級                                               | アリシューザ、ガラティア、ペネロピ、オーロラ / 重慶 | オーロラは改造により、中華民国海軍重慶に艦名変更される。                                                                        |
| 軽巡洋艦           | イギリス海軍                     | サウサンプトン級                                             | シェフィールド | ★ |
| 軽巡洋艦           | イギリス海軍                     | エディンバラ級                                               | エディンバラ、ベルファスト | |
| 軽巡洋艦           | イギリス海軍                     | ダイドー級                                                   | ダイドー、ナイアド、シリアス、アルゴノート、カリブディス | ★ |
| 軽巡洋艦           | イギリス海軍                     | タイガー級                                                   | タイガー、ブレイク、シュパーブ | ★ |
| 軽巡洋艦           | イギリス海軍                     | ネプチューン級                                               | ネプチューン | ★ |
| 軽巡洋艦           | フランス海軍                     | デュゲイ・トルーアン級                                       | デュゲイ・トルーアン | ★ |
| 軽巡洋艦           | フランス海軍                     | ジャンヌ・ダルク級                                           | ジャンヌ・ダルク | |
| 軽巡洋艦           | フランス海軍                     | ラ・ガリソニエール級                                         | グロワール、ジョルジュ・レイグ | ★ |
| 軽巡洋艦           | フランス海軍                     | ド・グラース級                                               | ド・グラース | |
| 軽巡洋艦           | 中華民国海軍                     | 海天級                                                       | 海圻 | ★ |
| 軽巡洋艦           | 中華民国海軍                     | 肇和級                                                       | 肇和、應瑞 | |
| 軽巡洋艦           | 中華民国海軍                     | CNT.68型                                                     | CNT巡洋艦 | |
| 軽巡洋艦           | 中華民国海軍                     | 逸仙級                                                       | 逸仙 | |
| 軽巡洋艦           | 中華民国海軍                     | 寧海級                                                       | 寧海、平海 | |
| 軽巡洋艦           | 中華民国海軍                     | IVS6000t案                                                   | IVS軽巡洋艦 | |
| 軽巡洋艦           | ソ連海軍                         | スヴェトラーナ級                                             | クラースヌイ・カフカース | ★ |
| 軽巡洋艦           | ソ連海軍                         | キーロフ級                                                   | キーロフ、ヴォロシーロフ | |
| 軽巡洋艦           | ソ連海軍                         | オマハ級                                                     | ムルマンスク | ★ |
| 軽巡洋艦           | ソ連海軍                         | スヴェルドロフ級                                             | スヴェルドロフ、ジェルジンスキー、ジュダノフ、ミハイル・クトゥーゾフ | ★ ジェルジンスキーは改造により、防空ミサイル巡洋艦に艦種変更される。                                                            |
| 軽巡洋艦           | ソ連海軍                         | チャパエフ級                                                 | チャパエフ | ★ |
| 軽巡洋艦           | オランダ海軍                     | ジャワ級                                                     | ジャワ | ★ |
| 軽巡洋艦           | オランダ海軍                     | デ・ロイテル級 (初代)                                        | デ・ロイテル | |
| 軽巡洋艦           | オランダ海軍                     | デ・ロイテル級 (2代)                                         | デ・ゼーヴェン・プロヴィンシェン | ★ 改造により、防空ミサイル巡洋艦に艦種変更される。                                                                              |
| 軽巡洋艦           | スウェーデン海軍                 | トレ・クロノール級                                           | イェータ・レヨン | ★ |
| 軽巡洋艦           | ポーランド海軍                   | ダナイー級                                                   | ドラゴン | ★ |
| 軽巡洋艦           | ギリシャ海軍                     | エリ級（肇和級）                                             | エリ | |
| 軽巡洋艦           | スペイン海軍                     | メンデス・ヌニェス級                                         | メンデス・ヌニェス | ★ |
| 重雷装巡洋艦       | 日本海軍                         | 球磨型                                                       | 木曽 | ★ |
| ミサイル巡洋艦     | ソ連海軍                         | 58型                                                         | グロズヌイ | ★ |
| ミサイル巡洋艦     | ソ連海軍                         | 1134型                                                       | セヴァストポリ | ★ |
| 駆逐艦             | 日本海軍                         | 峯風型                                                       | 峯風、島風 (峯風型駆逐艦) | ★ |
| 駆逐艦             | 日本海軍                         | 睦月型                                                       | 睦月 | ★ |
| 駆逐艦             | 日本海軍                         | 吹雪型                                                       | 吹雪、白雪、初雪、深雪、叢雲 | ★吹雪は初期選択艦の一つである                                                                                                   |
| 駆逐艦             | 日本海軍                         | 綾波型                                                       | 綾波、敷波、夕霧、天霧、潮 | ★ |
| 駆逐艦             | 日本海軍                         | 暁型                                                         | 暁、響 / ヴェールヌイ、雷、電 | 響は改造により、ソ連海軍ヴェールヌイに艦名変更される。                                                                          |
| 駆逐艦             | 日本海軍                         | 初春型                                                       | 初春 | ★ |
| 駆逐艦             | 日本海軍                         | 白露型                                                       | 白露、時雨、夕立、村雨 | ★ |
| 駆逐艦             | 日本海軍                         | 陽炎型                                                       | 陽炎、不知火、黒潮、雪風 / 丹陽、天津風、野分、嵐 | ★ 雪風は改造により、中華民国海軍丹陽に艦名変更される。                                                                          |
| 駆逐艦             | 日本海軍                         | 夕雲型                                                       | 長波、高波 | ★ |
| 駆逐艦             | 日本海軍                         | 秋月型                                                       | 秋月、涼月、初月、若月、冬月、宵月 | ★ |
| 駆逐艦             | 日本海軍                         | 北風型                                                       | 初夏、早春 | ★早春はグローバル版では初期選択艦の一つである。                                                                                 |
| 駆逐艦             | 日本海軍                         | 島風型                                                       | 島風 (島風型駆逐艦)、花信風 | |
| 駆逐艦             | 日本海軍                         | 松型                                                         | 竹 | ★ |
| 駆逐艦             | 日本海軍                         | 鴻型                                                         | 雉 | ★ |
| 駆逐艦             | ドイツ海軍                       | 1916型                                                       | S113 | ★ |
| 駆逐艦             | ドイツ海軍                       | 1924型                                                       | レオパルト | ★ |
| 駆逐艦             | ドイツ海軍                       | Z1型                                                         | Z1、Z2、Z3 | ★ |
| 駆逐艦             | ドイツ海軍                       | Z5型                                                         | Z16 | ★Z16は初期選択艦の一つである。                                                                                                  |
| 駆逐艦             | ドイツ海軍                       | Z17型                                                        | Z17、Z18、Z21、Z22 | ★ |
| 駆逐艦             | ドイツ海軍                       | Z23型                                                        | Z24、Z28 | ★ |
| 駆逐艦             | ドイツ海軍                       | Z31型                                                        | Z31、Z32 | ★ |
| 駆逐艦             | ドイツ海軍                       | Z46型                                                        | Z46 | |
| 駆逐艦             | ドイツ海軍                       | 1945型                                                       | Z60 | |
| 駆逐艦             | ドイツ海軍                       | T22型                                                        | T23 | ★ |
| 駆逐艦             | ドイツ海軍                       | ケルン級                                                     | リューベック | ★ |
| 駆逐艦             | ドイツ海軍                       | ハンブルク級                                                 | ハンブルク | ★ |
| 駆逐艦             | イタリア海軍                     | ナヴィガトーリ級                                             | アルヴィーゼ・ダ・モスト、アントニオ・ダ・ノリ、ウゴリーノ・ヴィヴァルディ | ★アントニオ・ダ・ノリはグローバル版では初期選択艦の一つである。                                                                 |
| 駆逐艦             | イタリア海軍                     | ソルダティ級                                                 | カミチア・ネーラ / ローフキイ、アヴィエーレ（ソルダディ級） | ★ カミチア・ネーラは改造により、ソ連海軍ローフキイに艦名変更される。                                                            |
| 駆逐艦             | イタリア海軍                     | コマンダンテ・メダリエ・ドロ級                               | マルゴッティーニ | |
| 駆逐艦             | イタリア海軍                     | アルティリエーレ級(グリーブス級)                             | アヴィエーレ（アルティリエーレ級） | ★ |
| 駆逐艦             | アメリカ海軍                     | ポーター級                                                   | ポーター、セルフリッジ、フェルプス | ★ |
| 駆逐艦             | アメリカ海軍                     | マハン級                                                     | マハン、カッシング、スミス | ★ |
| 駆逐艦             | アメリカ海軍                     | バッグレイ級                                                 | バッグレイ | ★ |
| 駆逐艦             | アメリカ海軍                     | サマーズ級                                                   | サマーズ、サンプソン | ★ |
| 駆逐艦             | アメリカ海軍                     | ベンハム級                                                   | スタレット | ★ |
| 駆逐艦             | アメリカ海軍                     | シムス級                                                     | ハムマン | ★ |
| 駆逐艦             | アメリカ海軍                     | ベンソン級                                                   | ラフィー (DD-459) | ★ |
| 駆逐艦             | アメリカ海軍                     | フレッチャー級                                               | フレッチャー、ニコラス、オバノン、テイラー、ハルフォード、シグスビー、コンヴァース、サッチャー、アンソニー、ヒーアマン、ホーエル、サリバン、ジョンストン、チャールズ・オースバーン、クラクストン、ダイソン、ウィリアム・D・ポーター、ブレイン、カッシン・ヤング | ★ |
| 駆逐艦             | アメリカ海軍                     | アレン・M・サムナー級                                        | イングラハム、ラフィー (DD-724)、メレディス、ヒュー・W・ハドレイ | ★ |
| 駆逐艦             | アメリカ海軍                     | ギアリング級                                                 | ギアリング、ジャイアット、フランク・ノックス、ティンマーマン、パワー | ★ギアリングは初期選択艦の一つである。ジャイアットは改造により、防空ミサイル駆逐艦に艦種変更される。                             |
| 駆逐艦             | アメリカ海軍                     | バックレイ級                                                 | イングランド | ★ |
| 駆逐艦             | アメリカ海軍                     | ジョン・C・バトラー級                                        | サミュエル・B・ロバーツ | ★ |
| 駆逐艦             | アメリカ海軍                     | ノーフォーク級                                               | ノーフォーク (嚮導駆逐艦) | |
| 駆逐艦             | アメリカ海軍                     | フォレスト・シャーマン級                                     | ハル | ★ |
| 駆逐艦             | イギリス海軍                     | A級                                                          | アカスタ、アーデント | ★ |
| 駆逐艦             | イギリス海軍                     | G級                                                          | グローウォーム | ★グローウォームは初期選択艦の一つである。                                                                                       |
| 駆逐艦             | イギリス海軍                     | トライバル級                                                 | コサック、エスキモー、パンジャビ | ★ |
| 駆逐艦             | イギリス海軍                     | J級                                                          | ジャッカル、ジャベリン、ジュノー (駆逐艦) | ★ |
| 駆逐艦             | イギリス海軍                     | K級                                                          | ケリー | ★ |
| 駆逐艦             | イギリス海軍                     | L級                                                          | リージョン、ラフォーレイ | ★ |
| 駆逐艦             | イギリス海軍                     | S級                                                          | ソーマレス | ★ |
| 駆逐艦             | イギリス海軍                     | V級                                                          | ヴィーナス | ★ |
| 駆逐艦             | イギリス海軍                     | バトル級                                                     | バーフラー | ★バーフラーはグローバル版では初期選択艦の一つである。                                                                           |
| 駆逐艦             | イギリス海軍                     | デアリング級                                                 | ディフェンダー | ★ |
| 駆逐艦             | イギリス海軍                     | ブラックスワン級                                             | アミシスト、スターリング | ★ |
| 駆逐艦             | フランス海軍                     | ヴォークラン級                                               | ヴォークラン、ケルサン | ★ |
| 駆逐艦             | フランス海軍                     | ル・ファンタスク級                                           | ル・ファンタスク、ル・テリブル | ★ |
| 駆逐艦             | フランス海軍                     | モガドール級                                                 | モガドール、ヴォルタ | |
| 駆逐艦             | フランス海軍                     | シュルクーフ級                                               | マイレ・ブレゼ | ★ |
| 駆逐艦             | フランス海軍                     | ラ・メルポメーヌ級                                           | ラ・メルポメーヌ | ★ |
| 駆逐艦             | ソ連海軍                         | ノヴィーク級                                                 | エンゲルス | ★ |
| 駆逐艦             | ソ連海軍                         | グネフヌイ級                                                 | レシーテリヌイ / 長春、グレミャーシチイ | ★レシーテリヌイは改造により、中華人民共和国海軍鞍山級ミサイル駆逐艦長春に艦種・艦名変更される。                                 |
| 駆逐艦             | ソ連海軍                         | ストロジェヴォイ級                                           | ソオブラジーテリヌイ | ★ |
| 駆逐艦             | ソ連海軍                         | タシュケント級                                               | タシュケント | |
| 駆逐艦             | ソ連海軍                         | オグネヴォイ級                                               | オグネヴォイ | ★ |
| 駆逐艦             | ソ連海軍                         | 35型                                                         | SKR-6 | |
| 駆逐艦             | ソ連海軍                         | レニングラード級                                             | ミンスク | ★ |
| 駆逐艦             | ソ連海軍                         | 41型                                                         | ネウストラシムイ | |
| 駆逐艦             | ソ連海軍                         | 45型                                                         | オピトヌイ | |
| 駆逐艦             | ソ連海軍                         | 47型                                                         | プロジェクト47 | |
| 駆逐艦             | ソ連海軍                         | キエフ級                                                     | キエフ | ★ |
| 駆逐艦             | ソ連海軍                         | コトリン型                                                   | スクロームヌイ | ★ |
| 駆逐艦             | ソ連海軍                         | ブラーヴイ級                                                 | ブラーヴイ | 改造により、防空ミサイル駆逐艦に艦種変更される。                                                                                |
| 駆逐艦             | 中華民国海軍                     | V-25型                                                       | ヴルカン | |
| 駆逐艦             | 中華民国海軍                     | T.995型                                                      | T.995 | |
| 駆逐艦             | オーストラリア海軍               | アドミラルティV級                                            | ヴァンパイア | ★ |
| 駆逐艦             | カナダ海軍                       | トライバル級                                                 | ハイダ | ★ |
| 駆逐艦             | 韓国海軍                         | フレッチャー級                                               | 忠武 | ★ |
| 駆逐艦             | 韓国海軍                         | ギアリング級                                                 | 江原 | ★グローバル版では初期選択艦の一つである。                                                                                       |
| 駆逐艦             | ユーゴスラビア海軍               | スプリト級                                                   | スプリト | |
| 駆逐艦             | ポーランド海軍                   | ブルザ級                                                     | ヴィヘル | ★ |
| 駆逐艦             | ポーランド海軍                   | グロム級                                                     | ブリスカヴィカ | ★ |
| 駆逐艦             | オランダ海軍                     | ピート・ハイン級                                             | コルテノール | ★ |
| ミサイル駆逐艦     | ソ連海軍                         | 56-У級                                                       | ベドーヴイ | ★ |
| ミサイル駆逐艦     | ソ連海軍                         | 57-бис級                                                     | ジュグーチイ | ★ |
| ミサイル駆逐艦     | 中華人民共和国海軍               | 鞍山級                                                       | 鞍山 | ★ |
| ミサイル駆逐艦     | 中華人民共和国海軍               | 051型                                                        | 済南 | ★ |
| ミサイル駆逐艦     | 中華人民共和国海軍               | 053H型                                                       | 九江 | ★ |
| ミサイル駆逐艦     | 韓国海軍                         | 蔚山級                                                       | 蔚山 | ★ |
| 防空ミサイル駆逐艦 | ドイツ海軍                       | リュッチェンス級                                             | リュッチェンス | ★ |
| 防空ミサイル駆逐艦 | イタリア海軍                     | インパヴィド級                                               | インパヴィド | ★ |
| 防空ミサイル駆逐艦 | アメリカ海軍                     | チャールズ・F・アダムズ級                                    | チャールズ・F・アダムズ | ★ |
| 防空ミサイル駆逐艦 | アメリカ海軍                     | リーヒ級                                                     | リーヴス | ★ |
| 防空ミサイル駆逐艦 | イギリス海軍                     | カウンティ級                                                 | グラモーガン | ★ |
| 防空ミサイル駆逐艦 | フランス海軍                     | シュフラン級                                                 | シュフラン | ★ |
| 防空ミサイル駆逐艦 | 中華人民共和国海軍               | 053K型                                                       | 鷹潭 | ★ |
| 潜水艦             | 日本海軍                         | 伊15型                                                       | 伊25 | ★ |
| 潜水艦             | 日本海軍                         | 伊201型                                                      | 伊201 | ★ |
| 潜水艦             | 日本海軍                         | 呂33型                                                       | 呂34 | ★ |
| 潜水艦             | ドイツ海軍                       | U31型                                                        | U-35 | ★ |
| 潜水艦             | ドイツ海軍                       | UボートVIIB型                                                | U-47 | ★ |
| 潜水艦             | ドイツ海軍                       | UボートVIIC型                                                | U-81、U-96、U-441、U-552、U-556、U-1206 | ★ |
| 潜水艦             | ドイツ海軍                       | UボートIIIA型                                                | IIIA | |
| 潜水艦             | ドイツ海軍                       | UボートIXC型                                                 | U-156、U-505 | ★ |
| 潜水艦             | ドイツ海軍                       | UボートXIV型                                                 | U-459 | ★ |
| 潜水艦             | ドイツ海軍                       | UボートXVIIB型                                               | U-1405 | ★ |
| 潜水艦             | ドイツ海軍                       | UボートXXI型                                                 | U-2511、U-2540 | ★ |
| 潜水艦             | ドイツ海軍                       | UボートXXIII型                                               | U-2365 | ★ |
| 潜水艦             | ドイツ海軍                       | UボートXXVI型                                                | U-4501 | |
| 潜水艦             | イタリア海軍                     | グリエルモ・マルコーニ級                                     | レオナルド・ダ・ヴィンチ | ★ |
| 潜水艦             | アメリカ海軍                     | ナーワル級                                                   | ノーチラス | ★ |
| 潜水艦             | アメリカ海軍                     | ガトー級                                                     | アルバコア、バーブ、トリガー | ★ |
| 潜水艦             | アメリカ海軍                     | バラオ級                                                     | タング、アーチャーフィッシュ | ★ |
| 潜水艦             | イギリス海軍                     | K級                                                          | K1 | ★ |
| 潜水艦             | イギリス海軍                     | T級                                                          | タービュレント | ★ |
| 潜水艦             | イギリス海軍                     | U級                                                          | アップホルダー | ★ |
| 潜水艦             | ソ連海軍                         | С級IX-бис型                                                  | S-56 | ★ |
| 潜水艦             | ソ連海軍                         | K型                                                          | K-21 | ★ |
| 潜水艦             | ソ連海軍                         | 615型                                                        | M-296 | ★ |
| 潜水艦             | 中華民国海軍                     | UボートIIB型                                                 | 潜甲、潜乙 | ★ |
| 潜水艦             | 中華民国海軍                     | С級IX-бис型                                                  | 422 | ★ |
| 潜水艦             | 中華人民共和国海軍               | 033型                                                        | 303 | ★ |
| 潜水艦             | オーストリア=ハンガリー帝国海軍  | -                                                            | U14 | |
| 潜水艦             | ポーランド海軍                   | -                                                            | オジェウ | |
| 潜水砲艦           | イギリス海軍                     | M級                                                          | M1、M2 | ★ |
| 潜水砲艦           | イギリス海軍                     | X1級                                                         | X1 | |
| 潜水砲艦           | フランス海軍                     | スルクフ級                                                   | スルクフ | |
| ミサイル潜水艦     | 中華人民共和国海軍               | 033G型                                                       | 351 | ★ |
| モニター艦         | ドイツ海軍                       | ドイッチュラント級                                           | シュレスヴィヒ・ホルシュタイン | ★ |
| モニター艦         | イタリア海軍                     | ファー・ディ・ブルーノ級                                     | ファー・ディ・ブルーノ | |
| モニター艦         | イギリス海軍                     | ロード・クライヴ級                                           | ロード・クライブ | ★ |
| モニター艦         | イギリス海軍                     | マーシャル・ネイ級                                           | マーシャル・ソウルト | ★ |
| モニター艦         | イギリス海軍                     | ロバーツ級                                                   | ロバーツ、アバークロンビー | |
| モニター艦         | ソ連海軍                         | ポポーフキ級                                                 | ノヴゴロド | ★厳密にはロシア帝国海軍所属で、史実上ではロシア革命前に退役(1903年)しており、ソ連海軍所属の事実はなく便宜上の所属となっている。 |
| モニター艦         | スウェーデン海軍                 | スヴァリイェ級                                               | グスタフ5世 | ★ |
| モニター艦         | タイ海軍                         | トンブリ級                                                   | トンブリ | ★ |
| モニター艦         | フィンランド海軍                 | イルマリネン級                                               | ヴァイナモイネン | ★ |
| モニター艦         | ノルウェー海軍                   | ノルゲ級                                                     | アイツヴォル | ★ |
| 工作艦             | アメリカ海軍                     | -                                                            | ヴェスタル | ゲーム上での艦種は補給艦となっている。                                                                                          |
| 給油艦             | モンゴル海軍                     | OTA-900型                                                    | スフバートル | ゲーム上での艦種は補給艦となっている。モチーフ元は遊覧船と化した3代目スフバートルであり、唯一の現役船である。                   |
| 哨戒艇             | アイスランド沿岸警備隊           | -                                                            | オーディン | ゲーム上での艦種は補給艦となっている。                                                                                          |
| 夜間戦闘機指揮艦   | ドイツ海軍                       | -                                                            | トーゴ | ゲーム上での艦種は補給艦となっている。                                                                                          |
| 教官               | イギリス海軍                     | -                                                            | ヴィクトリー | NPC |
| 教官               | ソ連海軍                         | ヂアーナ級                                                   | アヴローラ | ★NPC |
| 教官               | なし                             | -                                                            | アイラ | NPC。唯一のオリジナルキャラクター                                                                                               |
| 副官               | アメリカ海軍                     | -                                                            | セーブル | NPC |
| 副官               | アメリカ海軍                     | -                                                            | キアサージ | NPC |
| 副官               | イギリス海軍                     | -                                                            | ハバクック | NPC |

## 声優
日本語版キャスト。
| 声優名     | 配役                                         |
| ---------- | -------------------------------------------- |
| 赤﨑千夏   | 高雄                                         |
| 雨宮天     | プリンツ・オイゲン、ウィチタ、シリアス       |
| 五十嵐裕美 | アンドレア・ドーリア、レンジャー、Z1         |
| 石上静香   | Z16、ヴォークラン、プリンストン              |
| 上坂すみれ | 響、レシーテリヌイ、キーロフ                 |
| 大空直美   | ル・ファンタスク                             |
| 大原さやか | レキシントン、リシュリュー、エセックス       |
| 加隈亜衣   | ロドニー、ネバダ、雪風                       |
| 加藤英美里 | 吹雪、ウゴリーノ・ヴィヴァルディ、肇和       |
| 茅野愛衣   | オーロラ、白雪、ヴィットリオ・ヴェネト       |
| 久野美咲   | 深雪、グローウォーム、スフバートル           |
| 黒沢ともよ | 鳥海、ギアリング、隼鷹                       |
| 小清水亜美 | プリンス・オブ・ウェールズ、摩耶、アメジスト |
| 斎藤千和   | レパルス                                     |
| 鈴木絵理   | 寧海、暁、シグスビー                         |
| 関智一     | ベルマッキャン                               |
| 千本木彩花 | 電                                           |
| 大地葉     | レナウン                                     |
| 高野麻里佳 | 敷波、應瑞                                   |
| 高橋李依   | 初雪、ジャッカル、ボーグ                     |
| 田口宏子   | 赤城、大淀                                   |
| 種﨑敦美   | サッチャー                                   |
| 友永朱音   | 雷、綾波、アーチャーフィッシュ               |
| 中原麻衣   | ライオン                                     |
| 中村繪里子 | クインシー                                   |
| 名塚佳織   | 大鳳、ユニコーン、逸仙                       |
| 西明日香   | 平海                                         |
| 橋本ちなみ | アントニオ・ダ・ノリ                         |
| 早見沙織   | フッド                                       |
| 福圓美里   | ティルピッツ、アルバコア                     |
| 福原綾香   | ビスマルク、飛鷹                             |
| 本渡楓     | ヘレナ                                       |
| 水橋かおり | 加賀、ホーネット、ニューオーリンズ           |
| 村川梨衣   | ネルソン、サリバン                           |
| 優木かな   | アーガス、愛宕                               |
| 柚木涼香   | オクラホマ                                   |
| 佳村はるか | サラトガ                                     |